# Crudia tomentosa
Crudia tomentosa är en ärtväxtart som först beskrevs av Jean Baptiste Christophe Fusée Aublet, och fick sitt nu gällande namn av James Francis Macbride. Crudia tomentosa ingår i släktet Crudia, och familjen ärtväxter. Inga underarter finns listade i Catalogue of Life.